# Осада крепости Сокол
Осада крепости Сокол (19 сентября — 25 сентября 1579) — сражение между русским войском, оборонявшим крепость, и войском Речи Посполитой на заключительном этапе Ливонской войны. Деревянная десятибашенная крепость Сокол стояла на высоком холме при слиянии рек Нищи и Дриссы.

## Предшествующие события
Пока шла осада Полоцка, Стефан Баторий опасался, что гарнизон Сокола будет беспокоить его войска атаками с тыла и нападениями на отряды фуражиров, препятствуя подвозу провианта, фуража и прочих припасов в лагерь осаждающей армии. Воевода Б. В. Шеин, со своим отрядом расположившийся в Соколе, хотя и отказался от намерения прорваться в Полоцк, но начал нападать на польские обозы на Дисненской дороге. Для противодействия ему Баторий сначала отправил под Сокол кревского старосту Яна Волменского с отрядом конницы, к которому потом присоединился польный литовский гетман Кристоф Радзивилл и минский каштелян Иван Глебович. Шеин уклонился от боя с литовским войском, стычки произошли только среди нескольких отрядов с обеих сторон.

## Ход осады
После взятия Полоцка Баторий двинул войско в сторону Сокола. 19 сентября крепость была осаждена немецкой пехотой (2000) и польской кавалерией (1500). В усиление им был придан и отряд польской пехоты численностью в 1200 человек. Всего численность польского войска составляла порядка 5000 человек вместе с артиллерией. Число защитников крепости неизвестно, к тому же перед осадой оно значительно уменьшилось, поскольку отряды донских казаков, посланные вместе с Шеиным к Полоцку, самовольно ушли на Дон.
Во время осады у стен города произошли несколько боев. 25 сентября несколько калёных ядер подожгли деревянную стену, после чего командовавший русским конным отрядом Ф. В. Шереметев пошёл на прорыв. Польская кавалерия преследовала русских несколько верст, зарубив многих воинов, а Шереметева взяв в плен. Пешие стрельцы под командованием воеводы Шеина под ударом немцев отступили в замок. Причём около пятисот наёмников на плечах русских ворвались в замок, однако стрельцам удалось закрыть ворота и перебить всех немцев. В это время польская пехота пошла на штурм и ворвалась в горящий Сокол. Гарнизон был почти полностью истреблен. В плен попал лишь воевода Шереметев с небольшим отрядом. Воеводы Б. В. Шеин, А. Д. Палецкий, М. Ю. Лыков-Оболенский и В. И. Кривоборский погибли в битве вне города.
25 сентября 1579 года Сокол был взят немцами, а уцелевшие русские перебиты. Командир наёмников полковник Вейхер говорил, что бывал он во многих битвах, но нигде не видел такого множества трупов, лежавших на одном месте. Мартин Бельский в своей «Хронике» свидетельствует о надругательстве над телами погибших. Немки-маркитанки вырезали из мёртвых тел жир для составления какой-то целебной мази. После взятия Сокола Баторий совершил опустошительный рейд по смоленским и северским областям, а затем вернулся обратно, закончив кампанию 1579 года.